# Fenway Sports Group
Fenway Sports Group Holdings, LLC (FSG), es un conglomerado deportivo multinacional estadounidense que posee los Boston Red Sox de la Major League Baseball, el Liverpool de la Premier League, los Pittsburgh Penguins de la National Hockey League, el RFK Racing de NASCAR, el Boston Common Golf de TGL y el Getafe C.F. de LaLiga EA Sports.
FSG se fundó en 2001 como New England Sports Ventures (NESV) cuando John W. Henry unió fuerzas con Tom Werner, Les Otten, New York Times Company y otros inversores para ofertar con éxito por los Red Sox. NESV anunció formalmente su cambio de nombre a Fenway Sports Group en marzo de 2011.
Además de ser propietaria de los Red Sox, Liverpool y los Penguins, la compañía de responsabilidad limitada con sede en Boston también posee los estadios locales de los Red Sox (Fenway Park) y Liverpool (Anfield), así como Fenway Sports Management (que a su vez posee los Salem Red Sox, una franquicia de béisbol de ligas menores Single-A) y el 80% de New England Sports Network (NESN).
FSG ha sido elogiado por su exitoso surgimiento como un sofisticado conglomerado deportivo internacional. Sin embargo, en 2019, FSG fue criticada por un intento de Liverpool de registrar la marca "Liverpool", que fue rechazado debido a la "importancia geográfica" del nombre. En 2021, la FSG se vio envuelta en una polémica por sus intentos, junto con los grupos propietarios de otros once clubes de fútbol, de crear una Superliga europea. Al hacerlo, FSG buscó emular elementos del modelo deportivo norteamericano, creando una competencia con una entrada estrictamente limitada más allá de los 15 clubes miembros fundadores propuestos y aparentemente eliminando en gran medida el sistema europeo de promoción y descenso meritocrático. El propietario principal, John W. Henry, posteriormente emitió una disculpa en la que asumió la responsabilidad exclusiva de la participación del club en la empresa, que posteriormente fracasó.

## Historia
New England Sports Ventures, LLC, se formó de conformidad con la Ley del Estado de Delaware en 2001. La empresa se registró para hacer negocios en Massachusetts ese mismo año.

## Intereses comerciales

### Boston Red Sox
Los Boston Red Sox son un equipo de béisbol profesional con sede en Boston, Massachusetts y miembro de la División Este de la Liga Americana de las Grandes Ligas de Béisbol. Fundado en 1901 como una de las ocho franquicias de la Liga Americana, el estadio local de los Red Sox ha sido Fenway Park desde 1912. El nombre "Red Sox" fue elegido por el dueño del equipo, John I. Taylor, alrededor de 1908, siguiendo el ejemplo de los equipos anteriores de Boston, conocidos como los "Red Stockings". Boston fue un equipo dominante en la nueva liga, derrotando a los Pittsburgh Pirates en la primera Serie Mundial en 1903 y ganando cuatro campeonatos más para 1918.
En 2002, los Red Sox fueron vendidos por Yawkey Trust a Fenway Sports Group. Habían soportado una de las sequías de campeonatos más largas en la historia del béisbol, llamada por algunos la "Maldición del Bambino" después de su supuesto comienzo con la venta de Babe Ruth por parte de los Red Sox a los Yankees rivales en 1919, una espera de 86 años antes del sexto Campeonato Mundial del equipo en 2004. La historia de los Red Sox también ha estado marcada por la intensa rivalidad del equipo con los New York Yankees, posiblemente la más feroz e histórica en los deportes profesionales de América del Norte. Desde 2003, los Red Sox han sido contendientes perennes a los playoffs y han ganado cuatro Series Mundiales, emergiendo como uno de los equipos de béisbol de las grandes ligas más exitosos del siglo XXI. Recientemente, los propietarios han mostrado mayor interés en emprendimientos externos ya que la nómina de los Red Sox ahora se encuentra en la mitad de la liga.

#### Fenway Park
Fenway Park es un parque de béisbol cerca de Kenmore Square en Boston, Massachusetts. Ubicado en 4 Jersey Street, ha servido como estadio local del club de béisbol Boston Red Sox desde su apertura en 1912 y es el estadio más antiguo de las Grandes Ligas de Béisbol actualmente en uso. Es, junto con el Wrigley Field de Chicago, uno de los dos estadios de béisbol originales con el estándar "joya" que todavía se encuentran en uso. Considerado uno de los estadios deportivos más conocidos de los EE. UU., Fenway Park se convirtió en el estadio más antiguo utilizado por un equipo deportivo profesional en los Estados Unidos en 1999, cuando los Detroit Tigers se mudaron del Tiger Stadium, que se inauguró el mismo día que Fenway Park.

#### Fenway South
Fenway South es la base de entrenamiento de primavera de los Boston Red Sox en Fort Myers, Florida. El complejo de entrenamiento y desarrollo de jugadores construido especialmente es utilizado durante todo el año por los Red Sox y sus equipos de ligas menores (Worcester Red Sox, Portland Sea Dogs, Greenville Drive y Salem Red Sox) e incluye un estadio con capacidad para 11.000 personas y seis campos de béisbol adicionales junto con instalaciones médicas y de entrenamiento. Como sede de los entrenamientos de primavera de los Red Sox, reemplazó al cercano City of Palms Park. El estadio dentro de Fenway South se llama JetBlue Park, gracias al patrocinio de JetBlue, que ha mantenido importantes operaciones en el Aeropuerto Internacional Logan de Boston desde 2004.

### Liverpool
Habiendo trabajado previamente con el club inglés Fulham, el 6 de octubre de 2010, FSG acordó comprar el Liverpool a sus propietarios George N. Gillett, Jr. y Tom Hicks, después de que la junta votara 3-2 para expulsarlos del club. Adquirido a través de una filial, "NESV I, LLC" (constituida en Delaware) y el holding británico "UKSV Holdings Company Limited". El Liverpool ganó la UEFA Champions League 2018-19, tras haber quedado subcampeón el año anterior. También ganaron la Premier League 2019-20 y la Premier League 2024-25.
En 2019, FSG fue criticada por el intento fallido del Liverpool de registrar la marca "Liverpool". El grupo de seguidores Spirit of Shankly (SOS) hizo campaña contra la medida. Cuando la Oficina de Propiedad Intelectual rechazó la solicitud debido a la "significación geográfica" del nombre, un portavoz de SOS subrayó que el nombre "pertenece a la ciudad de Liverpool y a su gente".
En 2021, FSG se vio envuelto en una controversia por sus intentos, junto con los propietarios de algunos otros clubes de fútbol, de crear una Superliga europea. Con ello, FSG quería copiar el modelo de franquicia de la NFL, creando una liga sin descensos ni ascensos y poniendo fin al sistema piramidal de la liga existente. Aunque se informó ampliamente, la sugerencia de eliminar a los clubes involucrados de la competencia nacional y su pirámide asociada fue falsa. La liga propuesta reemplazaría a las competiciones de la UEFA en el calendario del fútbol siguiendo un formato similar de partidos entre semana seguidos de rondas eliminatorias, aunque con una membresía selectiva. La liga finalmente colapsó tras la protesta pública y las críticas de los medios de comunicación, con figuras importantes de los clubes, incluido John Henry, pidiendo disculpas públicas a los fanáticos.
A finales de 2022, FSG expresó su interés en considerar nuevos accionistas tras los informes de que el club estaba a la venta.

#### Anfield
Anfield es un estadio de fútbol en la ciudad de Liverpool, Inglaterra. Construido en 1884 y originalmente sede del Everton, el estadio ha sido el hogar del Liverpool desde su formación en 1892. FSG compró Anfield junto con el Liverpool en octubre de 2010.

### Pittsburgh Penguins
El 29 de noviembre de 2021, FSG anunció su intención de comprar una participación mayoritaria en los Pittsburgh Penguins de la Liga Nacional de Hockey. El 31 de diciembre de 2021, asumieron oficialmente como propietarios mayoritarios de los Penguins, y el 13 de abril de 2022, se anunció que los Penguins jugarían contra los Boston Bruins en el Clásico de Invierno de la NHL en Fenway Park el 2 de enero de 2023.

### Roush Fenway Keselowski Racing
Roush Fenway Keselowski Racing (anteriormente Roush Racing y Roush Fenway Racing) es un equipo de carreras que compite en carreras NASCAR. Como uno de los equipos de carreras más importantes de NASCAR, Roush corre con el Ford Mustang n.° 6 (actualmente conducido por el copropietario del equipo, Brad Keselowski), el n.° 17 (actualmente conducido por Chris Buescher) y el n.° 60 (actualmente conducido por Ryan Preece) en la NASCAR Cup Series y anteriormente compitió en la Xfinity Series (1992-2018), la NASCAR Craftsman Truck Series (1996-2009) y la ARCA RE/MAX Series.
Roush ingresó por primera vez a la competencia NASCAR en 1988, pero había competido y ganado campeonatos en varias series de carreras de aceleración y carreras de autos deportivos desde mediados de la década de 1960. El negocio de carreras era originalmente una pequeña sucursal del exitoso negocio de ingeniería automotriz y equipos para carreras de ruta del copropietario Jack Roush, con sede en Livonia, Míchigan.
El 14 de febrero de 2007, FSG compró el 50% de Roush Racing para crear una nueva entidad corporativa, Roush Fenway Racing.

### Campo de golf de Boston Common
El 26 de junio de 2023, se anunció que FSG sería propietario de uno de los seis equipos de la TMRW Golf League, una liga de golf de alta tecnología creada por Tiger Woods y Rory McIlroy. El equipo representará a Boston y al área metropolitana de Nueva Inglaterra.

### Salem Red Sox
En diciembre de 2007, Fenway Sports Group acordó comprar el Salem Avalanche de la Carolina League, filial Single A Advanced de los Houston Astros con la expectativa de convertir al equipo en un club afiliado a Boston. En 2009, el equipo con sede en Salem, Virginia, adoptó el nombre de Red Sox, incluido un logotipo y una combinación de colores que coincidieran con los de su club matriz. Desde que Fenway adquirió el club, éste ha tenido un éxito relativo, obteniendo un título de liga, dos títulos de división y haciendo tres apariciones en los playoffs.

### Fenway Sports Management
Fenway Sports Management (FSM) fue fundada por FSG en 2004. Se define a sí misma como un "nuevo tipo de agencia de marketing deportivo", creada por FSG para expandir su presencia más allá de sus holdings más famosos, los Boston Red Sox de las Grandes Ligas de Béisbol y Fenway Park. FSM celebró un acuerdo de venta de patrocinio exclusivo con MLB Advanced Media y los principales deportes intercolegiales de Boston College en 2004 y a partir de 2014 cuenta con los Red Sox, Liverpool, LeBron James, Johnny Manziel, BC, Roush Fenway Racing, MLB.com, el Deutsche Bank Championship del PGA Tour, NESN, los Worcester Red Sox y los Salem Red Sox entre su base de clientes.

### NESN
New England Sports Network (NESN) es una red de televisión por cable regional que cubre los seis estados de Nueva Inglaterra, excepto el condado de Fairfield, Connecticut y Southbury, Connecticut, una ciudad en el condado de New Haven que está cubierta por las redes deportivas de la ciudad de Nueva York. FSG es el propietario mayoritario de NESN (80%) y los Boston Bruins poseen el 20% restante. Aunque transmite principalmente juegos no nacionales de los Boston Red Sox y los Boston Bruins, NESN también ofrece béisbol de ligas menores, deportes universitarios regionales que incluyen juegos de hockey universitario los viernes por la noche, varios programas al aire libre y programas de entrevistas deportivas con los columnistas deportivos de The Boston Globe, ya que ese periódico también es propiedad de John Henry.

### SportsNet Pittsburgh
El 31 de agosto de 2023, Fenway Sports Group anunció que compraría AT&amp;T SportsNet Pittsburgh el 2 de octubre de 2023 y cambiaría su nombre a SportsNet Pittsburgh. La medida se produjo después de que la empresa matriz de AT&T Sportsnet Pittsburgh, Warner Bros. Discovery Sports, anunciara que abandonarían el negocio de redes deportivas regionales.

### Getafe C.F.
Desde mediados de junio de 2025, Fenway Sports Group (FSG) ha manifestado públicamente su intención de ampliar su modelo de negocio deportivo comprando un club de LaLiga EA Sports, siendo el Getafe C.F. su principal objetivo.
Según AS, FSG ha establecido contacto con la dirección de Getafe para evaluar una posible compra, en línea con su estrategia de expansión en el fútbol europeo. Este movimiento forma parte de un modelo multiclub que Gestado por el regreso de Michael Edwards como director ejecutivo de fútbol, y tras gestiones previas centradas en clubs como Málaga y Burdeos.
El presidente Ángel Torres planea continuar dirigiendo el club hasta diciembre de 2027, cuando se espere que finalicen las obras, lo que ralentiza cualquier cambio inmediato de control. Para evitar interferencias prematuras, las negociaciones giran en torno a un ingreso paulatino de FSG, con una transición progresiva durante la remodelación.
La operación ofrecería a FSG una plataforma estratégica muy próxima a Madrid, con capacidad de desarrollar jugadores con impacto en la dinámica del Liverpool. Citado como ejemplo por The Times, el Getafe podría actuar como “club satélite” del Liverpool, replicando modelos como el City Football Group, aunque con un enfoque descentralizado.

## Propietarios

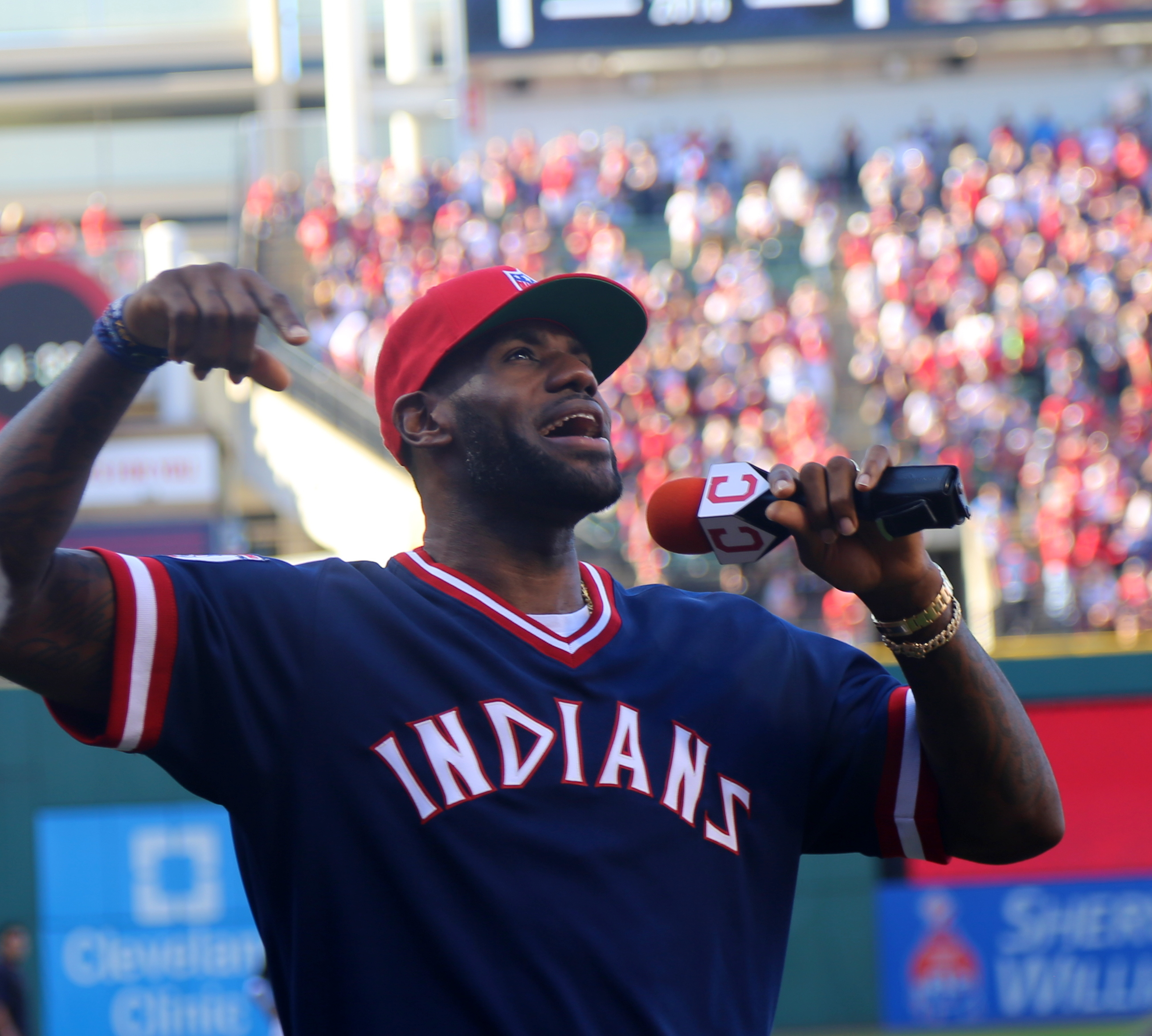
LeBron James

John W. Henry es el propietario principal y posee aproximadamente el 40 por ciento de las acciones de FSG. El presidente Tom Werner controla el segundo bloque de acciones más grande. The Boston Globe (propiedad de Henry) informó en marzo de 2021 que RedBird Capital Partners, una firma de inversión privada de Nueva York, había adquirido una participación de 750 millones de dólares en Fenway Sports Group para convertirse en su tercer socio más grande, con el administrador de activos con sede en Boston Michael S. Gordon, presidente de FSG, teniendo la cuarta participación más grande. El 31 de marzo de 2021, FSG anunció oficialmente que la estrella de la NBA LeBron James y sus socios comerciales de toda la vida, Maverick Carter y Paul Wachter, junto con el director ejecutivo de los Boston Red Sox, Sam Kennedy, también habían adquirido sociedades en FSG.
Los socios de Fenway Sports Group LLC al 2 de abril de 2024 incluyen:
- Theodore Alfond
- William Alfond
- Arctos Partners
- Maverick Carter
- Thomas R. DiBenedetto
- Michael J. Egan (Director, Liverpool)
- Patrick Egan
- Theo Epstein
- Chris Fillo
- David Ginsberg (Vicepresidente)[46]
- Michael S. Gordon (Presidente, FSG; director, Liverpool)[47][48]
- John W. Henry (Propietario principal)
- Linda P. Henry
- Jimmy Iovine
- Mitchell Jacobson
- LeBron James
- Sam Kennedy (Director ejecutivo de FSG; presidente y director ejecutivo de Boston Red Sox)
- Seth Klarman
- Larry Lucchino (Fallecido el 2 de abril de 2024)[49]
- Henry F. McCance
- Phillip H. Morse (Vicepresidente)
- Michael Pucker
- Bruce Rauner
- RedBird Capital Partners
- Frank M. Resnek
- Steve Somers
- Laura Trust
- Paul Wachter
- Herbert Wagner
- Richard W. Warke
- Teddy Werner
- Thomas C. Werner (Presidente)

|}
Ed Weiss figura como vicepresidente ejecutivo/estrategia corporativa y asesor general y Julie Swinehart como directora financiera.
Fenway Sports Group nombró al exdirector deportivo del Liverpool Football Club, Michael Edwards, como director ejecutivo de fútbol en marzo de 2024.